# گردن قلمی
گردن قلمی (نام علمی: Leptodirus hochenwartii) نوعی سوسک غارزی است که در سرده سوسک‌های قارچ‌خور تپل قرار دارد. زیستگاه سوسک گردن قلمی در غارهایی است که دمای هوا از ۱۲ درجه سانتی گراد تجاوز نمی‌کند. این حشره نخستین بار در سال ۱۸۳۱ میلادی کشف شد.